# Orzechówka (województwo świętokrzyskie)
Orzechówka – wieś w Polsce; położona w województwie świętokrzyskim, w powiecie kieleckim, w gminie Bodzentyn.
| SIMC    | Nazwa         | Rodzaj    |
| ------- | ------------- | --------- |
| 0230208 | Aleksandrówka | część wsi |
| 0230214 | Dąbrówka      | część wsi |
| 0230220 | Gołębiówka    | część wsi |

W latach 1975–1998 miejscowość położona była w województwie kieleckim.
We wsi mieści się od roku 2006 jedyne w Polsce Muzeum Siekier, zorganizowane przez Adolfa Kudlińskiego.